# Bring Me to Life
«Bring Me to Life» — перший сингл першого студійного альбому американського рок-гурту «Evanescence» — «Fallen». У 2004 пісня здобула нагороду «Ґреммі» в категорії «Best Hard Rock Performance».
На концертах партію Пола МакКоя виконував Джон ЛеКомпт.

## Використання пісні в фільмах, серіалах, телешоу
Вперше пісня вийшла в альбомі з саундтреками до фільму «Daredevil» — «Daredevil: The Album». «Evanescence» був єдиним гуртом, який мав у альбомі з саундтреками дві свої пісні (окрім «Bring Me to Life», в альбомі також знаходилась пісня «My Immortal»). Після релізу пісні на CD, її почали транслювати на різних телевізійних передачах, таких як: «Without a Trace», «Tru Calling». Пісня також використовувалась в британському серіалі «Emmerdale» і в «CSI Miami» (епізод «Under The Influence»).

## Список пісень
Існує дві версії пісні: альбомна і Bliss Mix. Обидві були написані Беном Муді, Емі Лі і Девідом Ходжесом.
CD-сингл (Перший реліз, тільки в Австралії, 22 квітня 2003)
| #  | Назва                              | Тривалість |
| -- | ---------------------------------- | ---------- |
| 1. | «Bring Me to Life» (Album version) | 3:56       |
| 2. | «Bring Me to Life» (Bliss Mix)     | 3:59       |
| 3. | «Farther Away» (Album version)     | 3:58       |
| 4. | «Missing» (Album version)          | 4:15       |

CD-сингл (Другий реліз, 20 травня 2003)
| #  | Назва                              | Тривалість |
| -- | ---------------------------------- | ---------- |
| 1. | «Bring Me to Life» (Album version) | 3:56       |
| 2. | «Bring Me to Life» (Bliss Mix)     | 3:59       |
| 3. | «Farther Away» (Album version)     | 3:58       |
| 4. | «Bring Me to Life» (Music video)   | 4:14       |

## Чарти
Пісня «Bring Me to Life» стала першим міжнародним хітом гурту. В США сингл посів 5 місце на «Billboard» Hot 100 і 1 місце на Modern Rock Tracks. В Англії пісня дебютувала номером один на UK Singles Chart і провела там 4 тижні. В Австралії вона також посіла 1 місце і пробула там 6 тижнів. В чартах інших країн пісня посідала мінімум 11 місце.
| Чарт (2003)                           | Місце |
| ------------------------------------- | ----- |
| Australian ARIA Singles Chart         | 1     |
| Austrian Singles Chart                | 3     |
| Belgian (Flemish) Singles Chart       | 7     |
| Belgian (Wallon) Singles Chart        | 2     |
| Danish Singles Chart                  | 2     |
| Dutch Singles Chart                   | 6     |
| European Hot 100 Singles              | 1     |
| Finnish Singles Chart                 | 11    |
| French Singles Chart                  | 5     |
| German Singles Chart                  | 2     |
| Irish Singles Chart                   | 2     |
| Italian FIMI Singles Chart            | 1     |
| New Zealand RIANZ Singles Chart       | 3     |
| Norwegian Singles Chart               | 2     |
| Swedish Singles Chart                 | 2     |
| Swiss Singles Chart                   | 6     |
| UK Singles Chart                      | 1     |
| U.S. Billboard Hot 100                | 5     |
| U.S. Billboard Modern Rock Tracks     | 1     |
| U.S. Billboard Mainstream Rock Tracks | 11    |
| U.S. Billboard Mainstream Top 40      | 1     |
| Чарт (2004)                           | Місце |
| Canadian Singles Chart                | 3     |
| Чарт (2006)                           | Місце |
| U.S. Billboard Hot Digital Songs      | 35    |
| Чарт (2009)                           | Місце |
| UK Singles Chart                      | 97    |